# التعديل الأول لدستور الولايات المتحدة

وثيقة الحقوق المحفوظة في الأرشيف الوطني

التعديل الأول لدستور الولايات المتحدة الأمريكية هو تعديل لنص الدستور الأصلي يمنع صياغة أي قوانين تحظر إنشاء ديانات، أو يعيق حرية ممارسة الدين، أو يحد من حرية التعبير، أو التعدي على حرية الصحافة، أو التدخل في حق التجمع السلمي، أو منع تقديم التماس للحكومة للحصول على الانتصاف من المظالم. تم اعتماد التعديل الأول للدستور كواحد من عشر تعديلات تشكل وثيقة الحقوق في 15 ديسمبر 1791. وتم اقتراح وثيقة الحقوق في الأصل كإجراء لتهدئة معادي الفيدرالية لمصادقة الدستور. في البداية، كان التعديل الأول لا ينطبق إلا على القوانين التي يسنها الكونغرس، وكثير من تطبيقاته فُسرت بشكل ضيق أكثر بكثير مما هو عليه الحال اليوم.
اقترِح قانون الحقوق لتهدئة حركة معاداة الفيدرالية والتي عارضت الموافقة على الدستور. في البداية، لم يطبق التعديل الأول إلا على القوانين التي سنها الكونغرس، وفُسرت العديد من أحكامه بشكل أضيق مما هي عليه اليوم. وبدءًا من قضية جيتلو ضد نيويورك (1925)، طبقت المحكمة العليا التعديل الأول للولايات -وهي عملية تُعرف باسم التأسيس- من خلال بند الإجراءات القانونية في التعديل الرابع عشر.
في قضية إيفرسون ضد مجلس التعليم (1947)، استندت المحكمة إلى مراسلات توماس جفرسون للدعوة إلى «جدار فاصل بين الكنيسة والدولة»، على الرغم من أن الحدود الدقيقة لهذا الفصل ما تزال محل نزاع. توسعت حقوق الكلام بدرجة كبير في سلسلة من قرارات المحاكم في القرنين العشرين والحادي والعشرين والتي تحمي مختلف أشكال الخطاب السياسي والخطاب المجهول وتمويل الحملات والمواد الإباحية والخطاب المدرسي، وحددت هذه الأحكام أيضًا سلسلة من الاستثناءات من إجراءات الحماية التي نص عليها التعديل الأول. ألغت المحكمة العليا القانون العام الإنجليزي السابق لزيادة عبء الإثبات في قضايا التشهير والقذف، وعلى الأخص في قضية صحيفة نيويورك تايمز ضد سوليفان (1964). لكن الخطاب التجاري حظي بحماية أقل من الخطاب السياسي في التعديل الأول، وبالتالي خضع لتنظيم أكبر.
يحمي بند حرية الصحافة نشر المعلومات والآراء، وينطبق على مجموعة متنوعة من الوسائط. في قضية نير ضد مينيسوتا (1931) ونيويورك تايمز ضد الولايات المتحدة (1971)، قضت المحكمة العليا بأن التعديل الأول يحمي من القيود المسبقة -رقابة ما قبل النشر- في جميع القضايا تقريبًا. يحمي بند الالتماس حق تقديم التماس إلى جميع فروع وهيئات الحكومة لاتخاذ الإجراءات. بالإضافة إلى الحق في التجمع الذي يكفله هذا البند، قضت المحكمة أيضًا بأن التعديل يحمي ضمنيًا الحرية النقابية. على الرغم من أن التعديل الأول لا ينطبق إلا على ممثلي الدولة، لكن هناك سوء فهم شائع مفاده أنه يمنع أي شخص من تقييد حرية التعبير، بما في ذلك الكيانات الخاصة وغير الحكومية. علاوة على ذلك، قررت المحكمة العليا أن حماية الكلام ليست مطلقة.

## الخلفية
كان الحق في تقديم التماس لإنصاف المظالم أحد المبادئ المدرجة في الوثيقة العظمى 1215، بالإضافة إلى وثيقة الحقوق الإنجليزية لعام 1689. في عام 1776، العام الثاني للحرب الثورية الأمريكية، أقر المجلس التشريعي الاستعماري في فرجينيا إعلان الحقوق الذي تضمن الجملة التالية: «حرية الصحافة هي واحدة من أعظم حصون الحرية، ولا يمكن أبدًا تقييدها إلا من قبل الحكومات الاستبدادية». وقدمت ثماني دول من الدول الاثنتي عشرة الأخرى تعهدات مماثلة. ومع ذلك، اعتبرت هذه الإعلانات بشكل عام «مجرد تحذيرات للهيئات التشريعية للولايات»، بدلًا من اعتبارها أحكامًا قابلة للتنفيذ.
بعد عدة سنوات من الحكومة الضعيفة نسبيًا بموجب الوثائق الكونفدرالية، اقترح المؤتمر الدستوري في فيلادلفيا دستورًا جديدًا في 17 سبتمبر 1787، يضم من بين تغييرات أخرى رئيسًا تنفيذيًا أقوى. اقترح جورج ماسون، مندوب المؤتمر الدستوري ومسؤول صياغة إعلان فرجينيا للحقوق، أن يتضمن الدستور قانونًا للحقوق يضمن الحريات المدنية. لم يوافق المندوبون الآخرون على ذلك -بما في ذلك وثيقة الحقوق المستقبلية التي أعدها جيمس ماديسون- وكانت حجتهم أن ضمانات الدولة الحالية للحريات المدنية كافية وأن أي محاولة لتعداد الحقوق الفردية قد تنطوي ضمنًا على أن حقوقًا أخرى غير مسماة غير محمية. بعد نقاش قصير، هُزم اقتراح ماسون بالتصويت بالإجماع من وفود الولاية.

وللتصديق على الدستور، كان على تسع ولايات من بين الولايات الثلاث عشرة الموافقة عليه في اتفاقيات الولايات. استندت معارضة التصديق «معاداة الفيدرالية» جزئيًا إلى افتقار الدستور إلى الضمانات الكافية للحريات المدنية. اقترح مؤيدو الدستور في الولايات التي عارضت فيها الآراء الشعبية التصديق (بما في ذلك فرجينيا وماساتشوستس ونيويورك) أن توافق اتفاقيات ولاياتهم على الدستور وتدعو إلى إضافة قانون للحقوق. في النهاية وافقت الولايات الثلاث عشرة على دستور الولايات المتحدة. وفي الكونغرس الأمريكي الأول، اقترح جيمس ماديسون، بناءً على طلب الهيئات التشريعية للولايات، عشرين تعديلًا دستوريًا، ونص مشروعه المقترح للتعديل الأول على:
لا يجوز اختصار الحقوق المدنية لأي شخص بسبب العقيدة الدينية أو العبادة الدينية، ولا يجوز تأسيس أي دين قومي، ولا يجوز انتهاك حقوق الضمير الكاملة والمتساوية بأي شكل من الأشكال، أو بأي ذريعة كانت. ولا يجوز حرمان الشعب من حقه في الكلام أو الكتابة أو نشر مشاعره، وحرية الصحافة مصانة، بوصفها واحدة من أكبر حصون الحرية. لا يجوز منع الناس من التجمع والتشاور السلميين من أجل مصلحتهم المشتركة، ولا من التقدم بطلب إلى الهيئة التشريعية عن طريق الالتماسات أو الطعون، لتعويض مظالمهم.
وقد ركز الكونغرس على هذا الأسلوب إلى حد كبير، ومرره في مجلسي النواب والشيوخ دون أي نقاش مسجل تقريبًا، ما أدى إلى تعقيد المناقشات المقبلة حول نية التعديل. وافق الكونغرس على تعديل اثنتي عشرة مادة وقدمها للولايات للموافقة عليها في 25 سبتمبر 1789. أصبح النص المنقح للمادة الثالثة هو التعديل الأول، فقد وافق العدد المطلوب من الولايات على المواد العشر الأخيرة من المواد الإثني عشرة المقدمة في 15 ديسمبر 1791، وهي تُعرف الآن بشكل جماعي باسم وثيقة الحقوق.

## حرية الاعتقاد
الحرية الدينية، المعروفة أيضًا باسم حرية الاعتقاد، هي «حق جميع الأشخاص في الإيمان والتحدث والعمل -بشكل فردي أو جماعي مع الآخرين، سرًا وعلانية- وفقًا لفهمهم للحقيقة المطلقة». يشير الاعتراف بالحرية الدينية باعتباره أول حق محمي في قانون الحقوق إلى فهم المؤسسين الأمريكيين لأهمية الدين في الازدهار الإنساني والاجتماعي والسياسي. يحمي التعديل الأول حرية الدين من خلال بند التأسيس وشرط الممارسة الحرة، اللذين يشكلان معًا بنود الحرية الدينية في التعديل الأول. يحظر البند الأول أي «تأسيس ديني» حكومي، ويحظر البند الثاني أي تدخل حكومي في «حرية ممارسته». تشمل بنود التعديل الأول «المجالان الكبيران للدين في القانون الدستوري. تتناول قضايا التأسيس حظر الدستور للكونغرس لتأييد الدين أو الترويج له أو الانخراط فيه بشكل مفرط. وتتناول قضايا الممارسة الحرة حقوق الأمريكيين في ممارسة عقيدتهم». وكلا البندين يتنافسان أحيانًا. أوضحت المحكمة العليا في قضية مقاطعة مككريري ضد الاتحاد الأمريكي للحريات المدنية (2005) هذا من خلال المثال التالي: عندما تنفق الحكومة المال على رجال الدين، يبدو الأمر وكأنه تأسيس للدين، ولكن إذا لم تتمكن الحكومة من دفع تكاليف الملحقين الدينين العسكريين، فإن العديد من الجنود والبحارة سوف يحرمون من فرصة ممارسة دياناتهم المختارة. في قضية موردوك ضد بنسلفانيا (1943)، ذكرت المحكمة العليا أن «حرية الصحافة وحرية التعبير وحرية الدين في أفضل وضع». وأضافت المحكمة:
ومن الواضح أن المجتمع المحلي لا يجوز له أن يقمع نشر الآراء لأنها لا تحظى بشعبية أو لأنها مزعجة أو بغيضة أو أن يفرض رسوم حكومية عليها. ولو قُبلت هذه الطريقة، لكان هناك أداة جاهزة لقمع العقيدة غير المرغوبة والتي قد تعتنقها أي أقلية. ويعتبر هذا رفضًا تامًا لفلسفة وثيقة الحقوق.